# Prva Makedonska Liga 2002/03
Die Prva Makedonska Liga 2002/03 war die elfte Spielzeit der höchsten Fußballliga Nordmazedoniens. Die Spielzeit begann am 10. August 2002 und endete am 1. Juni 2003. Vardar Skopje konnte den Titel verteidigen und gewann zum fünften Mal die Meisterschaft.

## Modus
Die zwölf Mannschaften traten in je drei Runden gegeneinander an, sodass 33 Spieltage zu absolvieren waren. Die Teams, die nach 22 Spielen die ersten sechs Plätze belegten hatten insgesamt 17 Heimspiele, die anderen 16. Die beiden Letzten stiegen ab.

## Vereine
| Verein                     | Stadt     | Stadion                  | Kapazität |
| -------------------------- | --------- | ------------------------ | --------- |
| FK Belasica Strumica       | Strumica  | Mladost Stadion          | 06.500    |
| FK Bregalnica Delčevo      | Delčevo   | Stadtstadion Goce Delčev | 04.000    |
| FK Cementarnica Skopje     | Skopje    | Stadion Cementarnica     | 02.000    |
| FK Kumanovo                | Kumanovo  | Kumanovo Stadion         | 02.000    |
| FK Napredok Kičevo         | Kičevo    | Stadtstadion Kičevo      | 05.000    |
| FK Pelister Bitola         | Bitola    | Tumbe-Kafe-Stadion       | 15.000    |
| FK Pobeda Prilep           | Prilep    | Stadion Goce Delčev      | 15.000    |
| FK Sloga Jugomagnat Skopje | Skopje    | Čair Stadion             | 06.000    |
| Rabotnički Kometal Skopje  | Skopje    | Philip-II-Arena          | 36.400    |
| Sileks Kratovo             | Kratovo   | Stadtstadion Kratovo     | 01.800    |
| FK Tikveš Kavadarci        | Kavadarci | Stadtstadion Kavadarci   | 07.500    |
| Vardar Skopje              | Skopje    | Philip-II-Arena          | 36.400    |

## Abschlusstabelle
| Pl. | Verein                     | Sp. | S  | U | N  | Tore    | Diff. | Punkte |
| --- | -------------------------- | --- | -- | - | -- | ------- | ----- | ------ |
| 1.  | Vardar Skopje (M)          | 33  | 22 | 6 | 5  | 073:370 | +36   | 72     |
| 2.  | FK Belasica Strumica       | 33  | 20 | 9 | 4  | 050:320 | +18   | 69     |
| 3.  | FK Pobeda Prilep (P)       | 33  | 20 | 5 | 8  | 055:330 | +22   | 65     |
| 4.  | Rabotnički Kometal Skopje  | 33  | 16 | 6 | 11 | 041:350 | +6    | 54     |
| 5.  | FK Sloga Jugomagnat Skopje | 33  | 15 | 6 | 12 | 062:500 | +12   | 51     |
| 6.  | Sileks Kratovo             | 33  | 14 | 4 | 15 | 040:350 | +5    | 46     |
| 7.  | FK Napredok Kičevo         | 33  | 13 | 3 | 17 | 039:410 | −2    | 42     |
| 8.  | FK Cementarnica Skopje     | 33  | 11 | 9 | 13 | 045:390 | +6    | 42     |
| 9.  | FK Tikveš Kavadarci (N)    | 33  | 11 | 4 | 18 | 037:580 | −21   | 37     |
| 10. | FK Bregalnica Delčevo (N)  | 33  | 10 | 6 | 17 | 044:490 | −5    | 36     |
| 11. | FK Pelister Bitola         | 33  | 7  | 7 | 19 | 030:600 | −30   | 28     |
| 12. | FK Kumanovo                | 33  | 4  | 5 | 24 | 024:710 | −47   | 17     |

| (M) | amtierender mazedonischer Meister     |
| (P) | amtierender mazedonischer Pokalsieger |
| (N) | Neuaufsteiger                         |

## Kreuztabelle
| Runden 1–22 | Runden 1–22 | Runden 1–22 | Runden 1–22 | Runden 1–22 | Runden 1–22 | Runden 1–22 | Runden 1–22 | Runden 1–22 | Runden 1–22 | Runden 1–22 | Runden 1–22 | 2002/03                   | Runden 23–33 | Runden 23–33 | Runden 23–33 | Runden 23–33 | Runden 23–33 | Runden 23–33 | Runden 23–33 | Runden 23–33 | Runden 23–33 | Runden 23–33 | Runden 23–33 | Runden 23–33 |
| ----------- | ----------- | ----------- | ----------- | ----------- | ----------- | ----------- | ----------- | ----------- | ----------- | ----------- | ----------- | ------------------------- | ------------ | ------------ | ------------ | ------------ | ------------ | ------------ | ------------ | ------------ | ------------ | ------------ | ------------ | ------------ |
| VAR         | BEL         | POB         | RAB         | SLO         | SIL         | NAP         | CEM         | TIK         | BRE         | PEL         | KUM         | Verein                    | VAR          | BEL          | POB          | RAB          | SLO          | SIL          | NAP          | CEM          | TIK          | BRE          | PEL          | KUM          |
|             | 0:0         | 2:0         | 4:0         | 2:1         | 1:1         | 3:0         | 1:1         | 3:0         | 2:1         | 3:1         | 5:2         | Vardar Skopje             |              | –            | 4:3          | 1:1          | –            | –            | 3:2          | 2:1          | 6:2          | –            | –            | 5:1          |
| 3:2         |             | 2:0         | 1:0         | 1:0         | 2:1         | 1:0         | 3:2         | 4:2         | 2:1         | 1:0         | 1:0         | Belasica Strumica         | 1:0          |              | –            | –            | 4:3          | 3:1          | –            | –            | 1:0          | 1:1          | 6:0          | –            |
| 3:1         | 4:0         |             | 1:0         | 3:1         | 2:0         | 2:1         | 2:1         | 2:1         | 4:3         | 1:0         | 0:2         | FK Pobeda Prilep          | –            | 6:1          |              | –            | 2:1          | 2:1          | –            | –            | 3:0          | 1:0          | 1:1          | –            |
| 1:2         | 1:0         | 0:0         |             | 1:4         | 1:0         | 1:0         | 2:0         | 3:1         | 1:0         | 2:0         | 4:1         | Rabotnički Kometal Skopje | –            | 1:1          | 0:2          |              | 1:2          | –            | –            | –            | 4:1          | 1:0          | 3:1          | –            |
| 2:1         | 0:0         | 2:0         | 1:1         |             | 1:0         | 1:0         | 0:0         | 5:1         | 2:0         | 3:3         | 0:0         | Sloga Jugomagnat Skopje   | 2:3          | –            | –            | –            |              | 2:1          | 2:3          | 3:1          | 3:0          | –            | –            | 3:0          |
| 1:3         | 1:1         | 1:0         | 4:1         | 1:0         |             | 3:0         | 1:1         | 3:0         | 1:0         | 1:0         | 3:0         | FK Sileks Kratovo         | 0:1          | –            | –            | 0:2          | –            |              | 2:0          | 0:1          | 2:0          | –            | –            | 3:1          |
| 3:1         | 0:1         | 2:1         | 0:0         | 5:0         | 2:1         |             | 1:1         | 0:1         | 2:1         | 4:1         | 1:0         | FK Napredok Kičevo        | –            | 0:1          | 1:2          | 0:2          | –            | –            |              | 0:0          | –            | –            | –            | 4:2          |
| 1:1         | 1:1         | 1:1         | 3:0         | 2:4         | 3:0         | 0:1         |             | 0:2         | 1:0         | 1:2         | 2:1         | FK Cementarnica Skopje    | –            | 2:0          | 0:1          | 2:0          | –            | –            | –            |              | –            | –            | 1:0          | 6:0          |
| 1:1         | 1:1         | 1:0         | 0:2         | 2:1         | 1:1         | 2:0         | 4:2         |             | 0:1         | 1:2         | 2:0         | FK Tikveš Kavadarci       | –            | –            | –            | –            | –            | –            | 0:1          | 0:1          |              | 4:2          | 2:0          | 0:0          |
| 0:1         | 0:1         | 1:1         | 1:1         | 5:2         | 1:0         | 2:1         | 1:1         | 0:1         |             | 3:0 1       | 3:2         | FK Bregalnica Delčevo     | 0:1          | –            | –            | –            | 2:4          | 3:1          | 2:1          | 3:2          | –            |              | –            | –            |
| 1:2         | 1:1         | 1:1         | 1:0         | 0:0         | 0:1         | 1:2         | 1:0         | 3:2         | 3:1         |             | 1:0         | FK Pelister Bitola        | 0:2          | –            | –            | –            | 3:6          | 0:3          | 0:2          | –            | –            | 2:2          |              | –            |
| 2:4         | 1:1         | 0:2         | 0:1         | 2:1         | 0:1         | 1:0         | 0:4         | 1:2         | 0:0         | 0:0         |             | FK Kumanovo               | –            | 0:3          | 1:2          | 1:3          | –            | –            | –            | –            | –            | 2:4          | 2:0          |              |